# Korake ti znam
A Korake ti znam (magyarul: Ismerem a lépéseid) egy dal, amely Bosznia-Hercegovinát képviselte a 2012-es Eurovíziós Dalfesztiválon. A dalt a bosnyák Maya Sar adta elő bosnyák nyelven.
A dalt 2012. március 15-én egy speciális műsor kereteiben mutatták be a bosnyák közszolgálati televízión, mivel korábban az énekest egy belső zsűri jelölte ki arra a feladatra, hogy képviselje hazáját az Eurovíziós Dalfesztiválon. Szövegét maga az előadó szerezte, míg a zenéjét férjének, Mahir Sarihodžićnak, illetve Adriano Penninónak köszönheti.
Az Eurovíziós Dalfesztiválon a dalt először a május 24-én rendezett második elődöntőben adták elő, a fellépési sorrendben tizenhetedikként, a norvég Tooji Stay című dala után és a litván Donny Montell Love Is Blind című dala előtt. Az elődöntőben 77 ponttal a 6. helyen végzett, így továbbjutott a döntőbe.
A május 26-án rendezett döntőben a fellépési sorrendben ötödikként adták elő, a litván Donny Montell Love Is Blind című dala után és az orosz Buranovszkije babuski Party for Everybody című dala előtt. A szavazás során 55 pontot kapott, mely a tizennyolcadik helyet helyet jelentette a 26 fős mezőnyben.
A következő bosnyák induló Dalal & Deen feat. Ana Rucner és Jala Ljubav je című dala volt a 2016-os Eurovíziós Dalfesztiválon.